# 伊特鲁里亚王国
伊特鲁里亚王国（義大利語：Regno di Etruria）是1801年至1807年在现意大利共和国托斯卡纳大区大部分地区建立的一个王国。其国名取自古罗马时期伊特鲁里亚文明存在时该地区的地名伊特鲁里亚。

## 历史
十八世纪末及十九世纪初时，由于法国大革命的爆发，统治欧洲各国多个世纪的绝对君主制与封建制度在数年内土崩瓦解。整个欧洲的皇室因而心生恐惧，欧洲随之爆发了法国大革命战争，各国转变进入混战状态。
1796年法军攻占了帕尔马公国，公国全国陷入混乱。1799年拿破仑回到法国夺取了督政府的政权。随后正值西班牙波旁王朝开始与法国商议归还其自1796年开始被法军所攻占的北部土地，而拿破仑则希望所有波旁王朝的君主保证会在将来对欧洲各国的战争中作为他的同盟。因此后与西班牙达成协议，以换取其北方土地作交换，西班牙废除由哈布斯堡王室统治的托斯卡纳大公国，以及让帕尔马公国并入法国。
随后拿破仑於1801年3月21日在西班牙的阿兰胡埃斯与西班牙国王指定的主政托斯卡纳大公国的費迪南多三世签定了《阿兰胡埃斯条约》。根据条约，费尔南多三世放弃了统治托斯卡纳大公国而转任萨尔茨堡选帝侯。而在其原有的土地上，建立伊特鲁里亚王国，同时为了补偿帕尔马公爵费迪南多一世让出帕尔马公国，指定由费迪南多一世之子，即来自波旁家族分支的路德维科一世出任新立的伊特鲁里亚王国的统治者。而托斯卡纳大公国在1801年3月21日遭到废除。
伊特鲁里亚王国的第一任国王路德维科一世於1803年英年早逝，其未成年的儿子继承王位，称卡洛二世，其母亲玛丽亚·路易莎同时为摄政女王。然而年际不平，特鲁里亚王国四处发生着由拿破仑所指示的走私及间谍活动，主政者担忧王国会被法国吞并从而变成意大利半岛上最后一个由非波旁王朝所统治的王国。
1804年11月6日，法兰西共和国改为法兰西帝国，拿破仑为皇帝称“拿破仑一世”，随后开始大肆扩张领土，随之拿破仑亦开始将法国的法律和行政系统传入伊特鲁里亚王国以让其作为法兰西帝国的从属国。
至1807年末，西班牙爆发内部动乱，拿破仑乘机入侵西班牙。翌年（1808年）拿破仑攻占西班牙之后。宣布将伊特鲁里亚王国拆分，并入法国，成为其三个省：阿诺省、地中海省、翁布罗内省。而原国王及其母亲被许诺可以继承位处今葡萄牙北部大区的北卢西塔尼亚王国之王位，但该许诺却因1808年拿破仑与西班牙波旁王朝的决裂而未曾兑现，最终不了了之。后在1814年拿破仑倒台后，伊特鲁里亚王国的领土托斯卡纳地区重回哈布斯堡王朝的大公爵统治之下。1815年托斯卡纳割出卢卡公国作为对玛丽亚·路易莎的补偿。后在1847年卢卡公国废除。

## 旗帜和纹章

旗帜
带有较大纹章的国旗
带有较小纹章的国旗
带有较小纹章的商旗
小吨位船舶使用的商旗

纹章
较大的纹章
中等的纹章
较小的纹章

## 附注
1. ↑  Berte-Langereau 1955，第375–77頁.
2. 1 2  Charles Esdaile. . Palgrave Macmillan. 2003-06-14: 7  [2015-07-08]. ISBN 978-1-4039-6231-7. （原始内容存档于2016-06-17）.
3. ↑  . agriturismopelagaccio.com.   [2015-07-08]. （原始内容存档于2015-07-09）.